# عمر قتلني (فلم)
عمر قتلني هو فيلم مغربي - فرنسي عن سنة 2011. يعالج الفيلم قصة مهاجر مغربي (عمر الردّاد) الذي يعيش 1994 في فرنسا مع زوجته وابنيه والذي حكم عليه بالسجن 18 سنة من قبل محكمة فرنسية بتهمة القتل العمد لربة عمله، التي كتبت بآخر أنفاسها عبارة «عمر قتلني» (Omar m'a tuer).
الفيلم هو عبارة عن إعادة صياغة أحداث الجريمة بكل الحيثيات التي تم تجاهلها في مرحلة التحقيق أو مرافعات المحكمة، حيث تعذر على عمر الردّاد أن يتحدث بالفرنسية واعتمد على مترجم شفوي فوري (ناصر شنوف).

## روابط خارجية
- عمر قتلني على موقع IMDb (الإنجليزية)
- عمر قتلني على موقع روتن توميتوز (الإنجليزية)
- عمر قتلني على موقع نتفليكس (الإنجليزية)
- عمر قتلني على موقع قاعدة بيانات الأفلام العربية
- عمر قتلني على موقع ألو سيني (الفرنسية)
- عمر قتلني على موقع Turner Classic Movies (الإنجليزية)
- عمر قتلني على موقع أول موفي (الإنجليزية)
- عمر قتلني على موقع فيلمافينيتي (الإسبانية)
- عمر قتلني على موقع قاعدة بيانات الأفلام السويدية (السويدية)
- عمر قتلني على موقع قاعدة بيانات الفيلم (الإنجليزية)